# Arnaldo Para
Arnaldo Para war ein Politiker aus San Marino, der unter anderem zwei Mal (1948, 1952–53) Capitano Reggente war.

## Leben
Arnaldo Para wurde am 11. März 1945 für das Freiheitskomitee CdL (Comitato della Libertà) erstmals Mitglied des Großen und Allgemeinen Rates (Consiglio Grande e Generale) und gehörte diesem zunächst in der 12. Legislaturperiode bis zum 27. Februar 1949 an. Er gehörte zudem zwischen dem 24. März 1945 und dem 17. März 1949 dem sechsten Kabinett als Mitglied an und war gemeinsam mit Giuseppe Renzi vom 1. April bis zum 1. Oktober 1948 erstmals Capitano Reggente und damit einer der beiden kollegial amtierenden gleichberechtigten Staatsoberhäupter von San Marino.
Er wurde am 16. September 1951 für die Sozialistische Partei PSS (Partito Socialista Sammarinese) erneut zum Mitglied des Großen und Allgemeinen Rates gewählt, dem er nunmehr in der Liste der Mitglieder des Consiglio Grande e Generale (14. Legislaturperiode)14. und der 15. Legislaturperiode bis zu seinem Mandatsverzicht am 29. März 1958 angehörte, woraufhin Celso Conti als Nachrücker neues Ratsmitglied wurde. Er war zwischen dem 25. September 1951 und dem 16. September 1955 Mitglied des neunten Kabinetts und bekleidete in diesem nach der Schaffung der Zuständigkeit für ein bestimmtes Ressort (dicastero) zuletzt seit 21. Januar 1955 das Amt des Gesundheitsministers (Deputato per l’Igiene e la Sanità). Während dieser Zeit fungierte er vom 1. Oktober 1952 bis zum 1. April 1953 zusammen mit Eugenio Bernardini noch einmal als Capitano Reggente.

## Hintergrundliteratur
- Friedrich Kochwasser: San Marino. Die älteste und kleinste Republik der Welt, Erdmann, Herrenalb im Schwarzwald 1961
- Fabio Foresti: Quella nostra sancta libertà. Lingue, storia e società nella Repubblica di San Marino, Biblioteca e ricerca, Quaderni della Segretaria di Stato per la Pubblica Istruzione, Affari Sociali, Istituti Culturali e Giustizia 6. Aiep, San Marino 1998, ISBN 88-86051-66-2
- Domenico Gasperoni: I Governi di San Marino. Storia e personaggi, AIEP Editore, Serravalle 2015, ISBN 978-88-6086-118-4